# Explosão na Kleen Energy Systems
A explosão na Kleen Energy Systems, uma central elétrica alimentada a gás situada na cidade de Middletown no estado de Connecticut, nos Estados Unidos deu-se em 7 de fevereiro de 2010, provocando 6 mortos e cerca de 50 feridos.